# Алфонсо X
Алфонсо X Мъдри (на испански: Alfonso X el Sabio) е крал на Кастилия, Леон и Галисия от 1252 до 1284 година.

## Произход и брак
Роден е на 23 ноември 1221 година в Толедо. Син е на краля на Кастилия – Фернандо III и дъщерята на римско-немския крал Филип Швабски, Беатрис Швабска. Брат е на Елинор Кастилска. Наследява баща си като крал на Кастилия, Леон и Галисия на 30 май 1252 година.
На 19 януари 1249 година се жени за Виоланта Арагонска (ок. 1236 – 1301), дъщеря на краля на Арагон, Хайме I Арагонски и Йоланда Унгарска. Поради крехката си възраст няколко години подред Виоланта не успява да роди деца на съпруга си, което кара Алфонсо X първоначално да мисли, че съпругата му е безплодна, и дори да обсъжда вариант за разтрогване на брака им с папска благословия. Според легендата, кралските лекари препоръчват на кралицата дълга почивка срещу безплодието. Малко след превземането на Аликанте, Виоланта и съпругът ѝ се усамотяват в едно имение близо до града, където Виоланта успява да зачене първото си дете. В чест на случая, кралят решава да нарече мястото Pla del bon repos („Полето на добрия сън“) – име, което продължава да се използва и днес и е име на едно от предградията на Аликанте.

## Управление (1252 – 1284)
През 1254 година Алфонсо X жени сестра Елинор Кастилска за английския престолонаследник Едуард, като се отказва от претенциите за трона на Аквитания. През 1257 година е избран от една от съперничещите си фракции за крал на римляните, но не изпълнява тези функции, макар че до 1275 година формално поддържа претенциите си за поста.
Алфонсо X е известен със своята образованост и подкрепата, която оказва на различни учени, например при съставянето на астрономическите Алфонсови таблици. Самият крал пише стихове на галисийски, като приписвания му сборник „Химни на Дева Мария“, и изиграва важна роля за превръщането на кастилския в книжовен език. Той съставя и първия испански правен кодекс „Сиете Партидас“, оказал силно влияние върху правната традиция в целия испаноезичен свят.
Алфонсо загубва почти 20 години в опита си да стане император на Свещената Римска империя, противодействайки на английския претендент — Ричард, граф Корнуолски; докато последният не умира през 1272 година и папа Григорий X не убеждава Алфонсо да се откаже от тези претенции.
На Алфонсо не се удава да завърши кръстоностия поход, започнат от неговия баща Фернандо III против маврите в Южна Испания. Опитите да установи правово еднообразие и да увеличи налозите го правят непопулярен.
През 1275 година неочаквано умира неговият по-голям син, Фернандо де ла Серда. По закон, установен от Алфонсо X, наследник на кралската корона следва да стане по-големият от двамата непълнолетни сина на Фернандо – Алфонсо. Започват конфликти по повод престолонаследието подбуждани от сина на Алфонсо, Санчо IV, който вдига въстание през 1282 година и изолира Алфонсо в Севиля. Санчо се опира на недоволната от краля аристокрация. Той се позовава на древния закон, по който наследник става най-близкият родственик на краля, а така също твърди, че не следва да се прави крал непълнолетен. За да привлече на своя страна аристокрацията, той им обещава привилегии. Налага се Алфонсо X да отстъпи пред сина си. Той внася изменения в закона за престолонаследието, признавайки за наследник Санчо, лишавайки от права синовете на Фернандо де ла Серда.
Алфонсо X умира на 4 април 1284 година в Севиля. Наследява го неговият втори син Санчо IV (Кастилия).

## Деца
Алфонсо X и Виоланта Арагонска имат 12 деца:
- Фернандо (умира млад);
- Беренгела (10 октомври/25 ноември 1253 – 1300);
- Беатрис (5 ноември/6 декември 1254 – ок. 1286);
- Фернандо де ла Серда (23 октомври 1255 – 25 юли 1275), родоначалник на Дом де ла Серда;
- Санчо IV Смели (12 май 1258 – 25 април 1295), крал на Кастилия и Леон от 1284 г.;
- Констанца (февруари/октомври 1259 – 23 юли 1280), монахиня;
- Педро (15 май/25 юли 1260 – 20 октомври 1283), сеньор де Ледесма, Алба де Тормес, Салватиера, Галисто и Миранда;
- Хуан (15 май/25 юли 1260 – 25 юни 1319), сеньор де Валенсия де Кампос;
- Исабел (януари 1263/декември 1264 – умира млад);
- Виоланта (1265 – 12 март 1287/30 януари 1308);
- Хайме (около 1266 – 9 август 1284), сеньор де лос Камерос

От любовницата си Мария Хилен де Гусман има една дъщеря:
- Беатрис Алфонсо (1242 – 27 октомври 1303); омъжена: от 1253 година за Афонсу III (5 май 1210 – 16 февруари 1279), крал на Португалия